# SC München von 1906
Der SC München von 1906 ist ein Sportverein aus dem Münchener Stadtteil Obergiesing. Er wurde 1906 als Kraftsportverein gegründet. 1927 wurde auch eine Fußballabteilung angegliedert. Mit etwa 500 Mitgliedern zählte der Verein zu den mitgliederreichsten der Stadt.
Die Fußballabteilung wurde 2008 aufgelöst und gemeinsam mit dem FC Haidhausen in einer Quasi-Fusion als SpVgg 1906 Haidhausen neugegründet.

## Geschichte

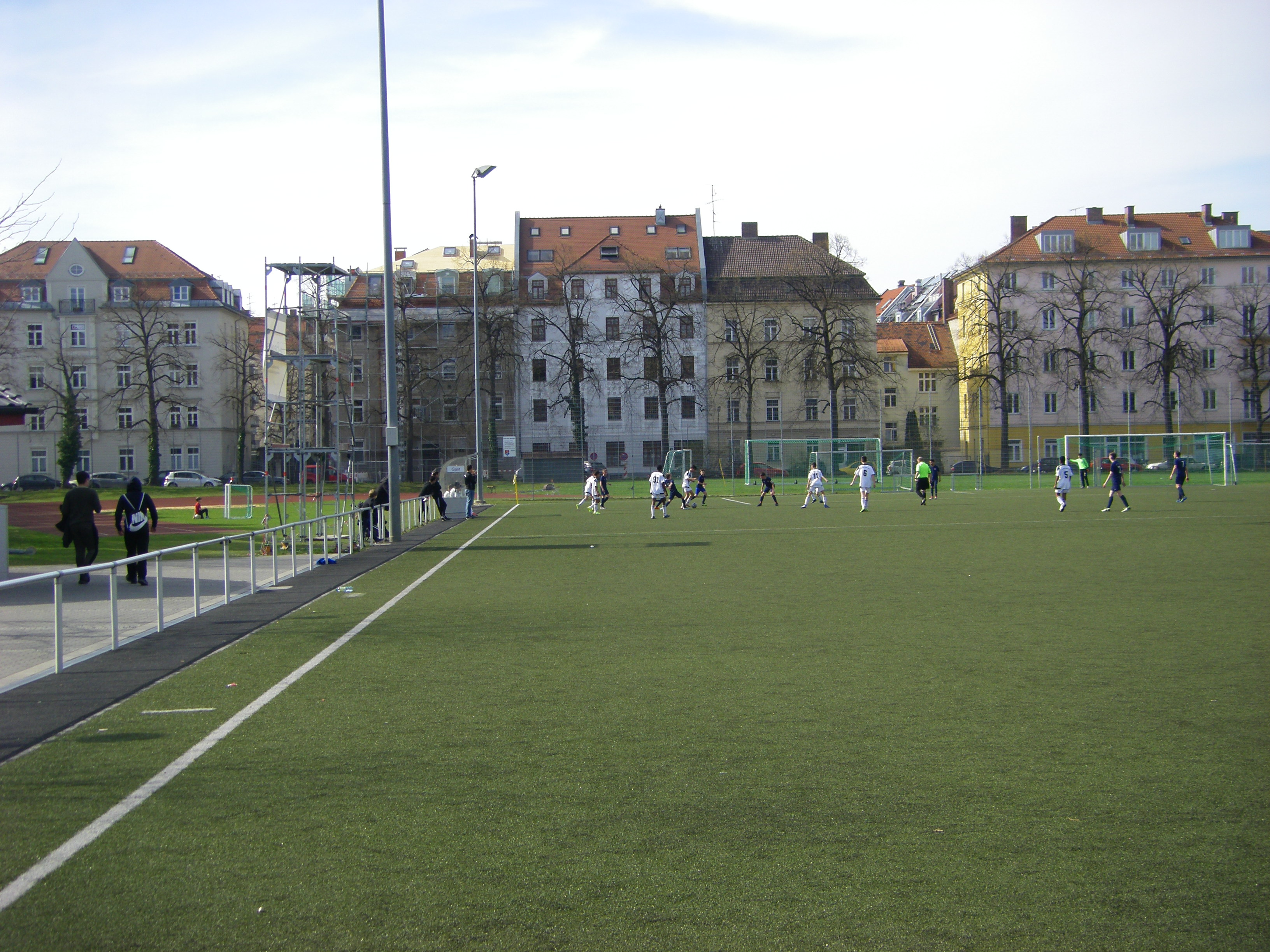
Der 06er Platz. Im Hintergrund ist die Zugspitzstraße zu sehen, unter deren Nummer 6 (weißes Gebäude in der Bildmitte) Beckenbauer aufwuchs.

Überregionale Bekanntheit erlangte der Klub als der Verein, bei dem Franz Beckenbauer mit dem Fußballspielen begann.
Größere Erfolge errang der Verein in den 1950er Jahren, als er zu den besten Mannschaften Bayerns gehörte. 1957 stieg der Verein in die 1. Amateurliga Südbayern auf – die damals dritthöchste Spielklasse im deutschen Fußball – und belegte dort in der Saison 1957/58 den elften Platz. Eine Saison später erfolgte der Abstieg.
Die Gewichtheber konnten sich jahrzehntelang in der bayerischen Spitze halten, bis der Wettbewerbsbetrieb aufgrund von Nachwuchsproblemen aufgegeben werden musste.
Die Kraftsportabteilung besteht als SC München von 1906 heute noch.

## Fusion zur SpVgg 1906 Haidhausen
Nach einer Fusion der Fußballabteilung mit dem FC Haidhausen zum neugegründeten Verein SpVgg 1906 Haidhausen nahmen die Fußballer ab der Spielzeit 2008/09 am Spielbetrieb des Bayerischen Fußballverbandes teil.
2015/16 und 2017/18 trat die SpVgg 1906 nach Aufstiegen in der siebtklassigen Bezirksliga Oberbayern an, verpasste aber jeweils den Klassenerhalt. 2019 stieg die Mannschaft erneut in die Bezirksliga auf. 2021/22 und 2022/23 belegte sie in der Bezirksliga Oberbayern Süd jeweils den zweiten Rang, verpasste dann aber in der Relegation den Aufstieg in die Landesliga.

### Spieler
- Franz Beckenbauer (1951–1959)
- Christian Saba (2012–2014)